# Audi Forschungsauto
L'Audi Forschungsauto est un concept car entièrement en état de marche d'Audi NSU Auto Union AG, maintenant Audi AG, pour démontrer les résultats en recherche d’ingénierie automobile. L’Audi Forschungsauto a été présentée pour la première fois au public en septembre 1981 au Salon de l'automobile de Francfort. Outre la NSU Ro 80 apparue en 1967, la Forschungsauto est considérée comme l'ancêtre de l'Audi 100 C3 Type 44 en termes de carrosserie et de design. Cette dernière a été introduite en septembre 1982 et plus tard appelée la championne du monde aérodynamique et est considérée comme une étape importante dans la conception automobile,.

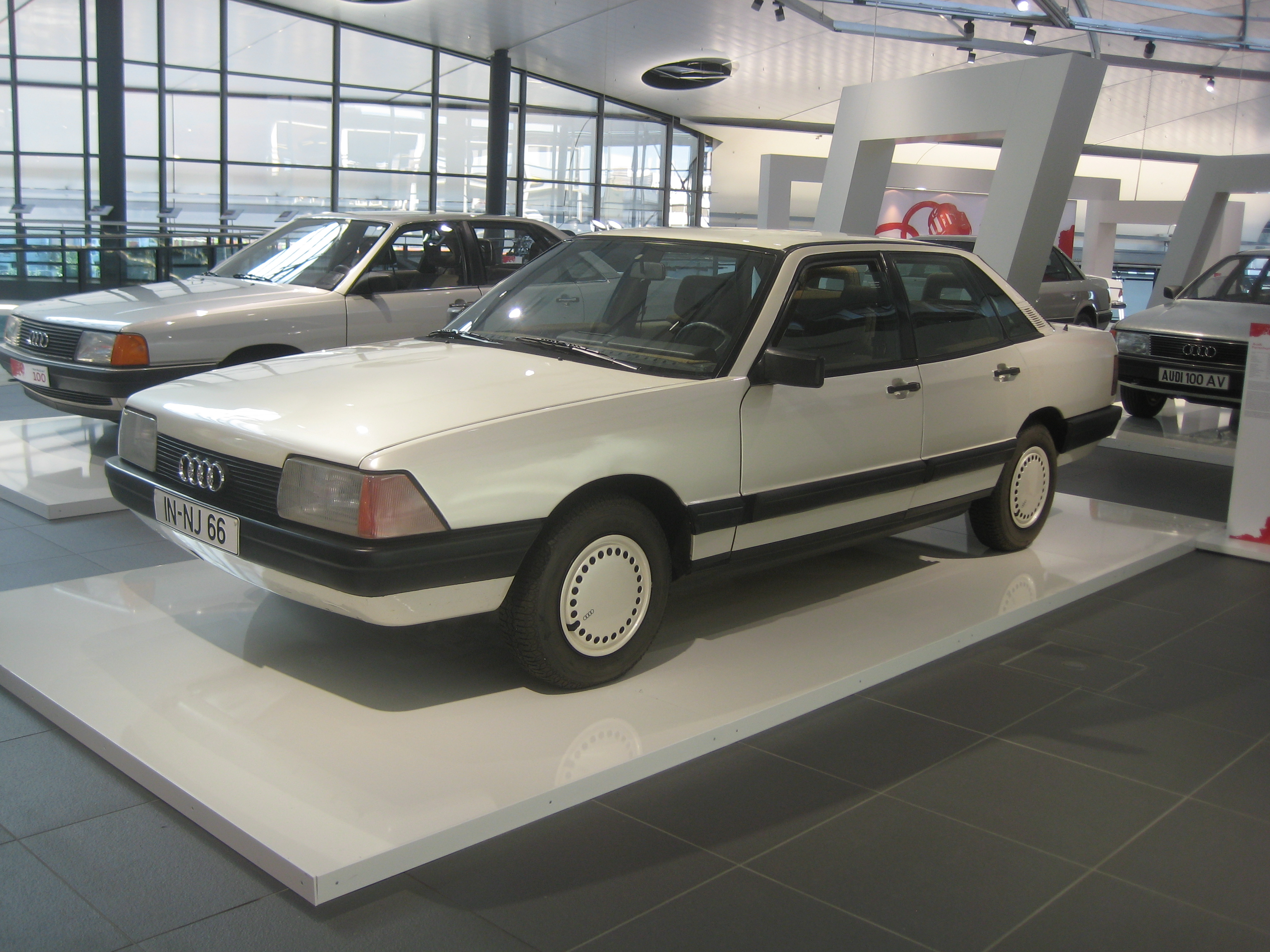
Vue avant
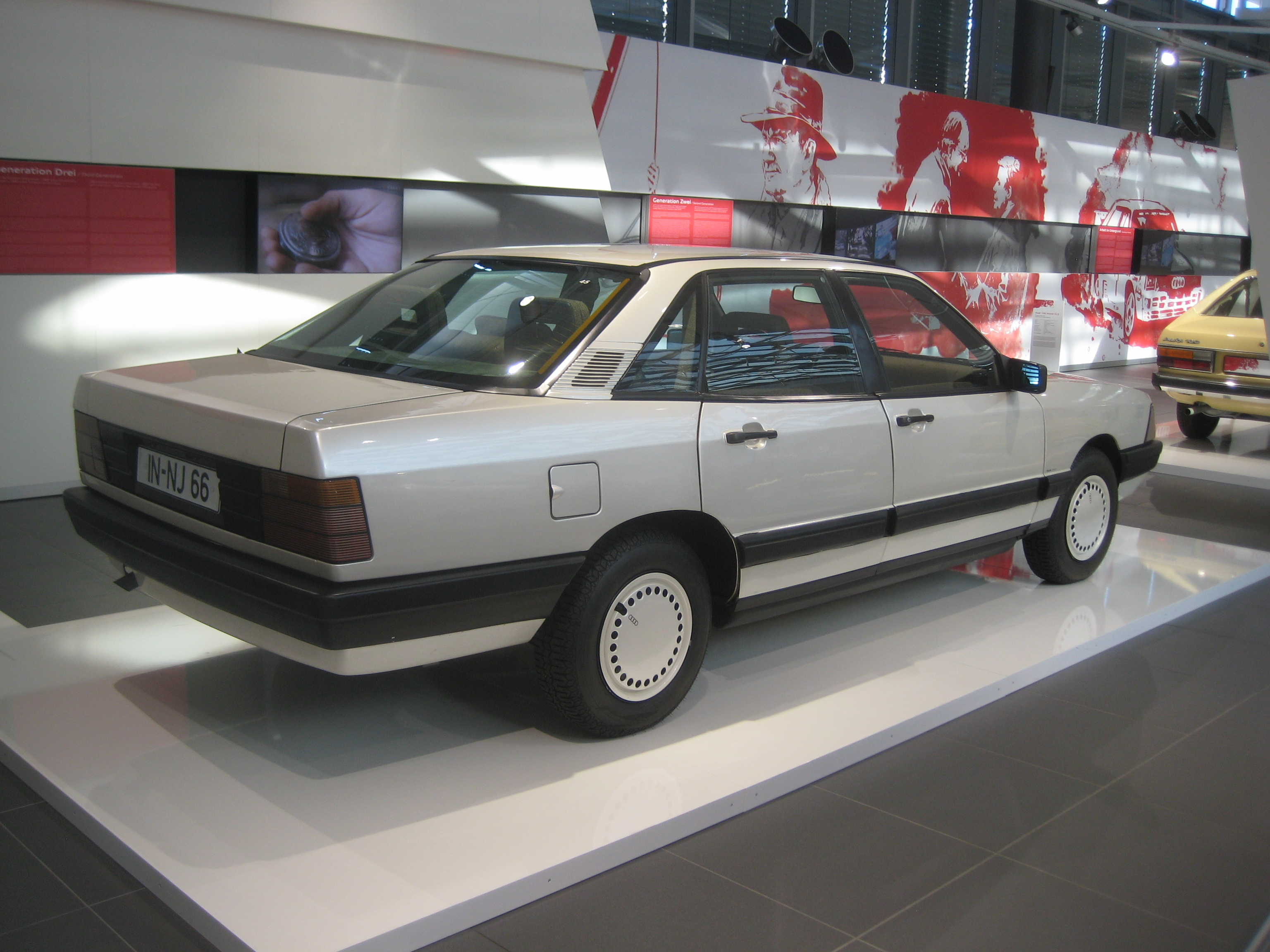
Vue arrière